# Brent McGrath
Brent Colm McGrath (Sydney, 18 giugno 1991) è un ex calciatore australiano, di ruolo attaccante.

## Caratteristiche tecniche
Possente fisicamente, abile con il pallone tra i piedi ed ha una buona tecnica.

## Carriera

### Club
Ha esordito nel 2009 in prima squadra.

### Nazionale
Nel 2011 ha esordito in nazionale maggiore.